# Policja Plebiscytowa
Policja Plebiscytowa, Policja Górnego Śląska, Apo (niem. Abstimmungspolizei) – działająca w latach 1920–1921 policja na Górnym Śląsku, powołana przez Międzysojuszniczą Komisję Rządzącą i Plebiscytową w Opolu, za zgodą aliantów po II powstaniu śląskim.
Była złożona po połowie z funkcjonariuszy polskich i niemieckich. Dbała o porządek w czasie plebiscytu z 20 marca 1921, w którym udział wzięło 1 190 637 osób (97,5% uprawnionych).